# Ceryx swinhoei
Ceryx swinhoei là một loài bướm đêm thuộc phân họ Arctiinae, họ Erebidae.